# جون دي وولف
جون دي وولف هو سياسي كندي، ولد في 1931، وتوفي في 28 مايو 2003. نشط حزبياً في Conservative Party of British Columbia ‏.